# Pinawa Dam Provincial Park
Pinawa Dam Provincial Park är en park i Kanada.   Den ligger i provinsen Manitoba, i den sydöstra delen av landet, 1 600 km väster om huvudstaden Ottawa. Pinawa Dam Provincial Park ligger 268 meter över havet.
Terrängen runt Pinawa Dam Provincial Park är mycket platt. Runt Pinawa Dam Provincial Park är det glesbefolkat, med 11 invånare per kvadratkilometer.. Närmaste större samhälle är Lac du Bonnet, 10,3 km väster om Pinawa Dam Provincial Park. 
I omgivningarna runt Pinawa Dam Provincial Park växer i huvudsak blandskog.